# Герои Социалистического Труда Ровенской области
В настоящий список включены:

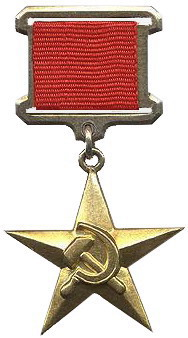
Золотая медаль «Серп и Молот»

- Герои Социалистического Труда (в том числе дважды Герои), на момент присвоения звания проживавшие на территории Ровенской области Украинской ССР — 39 человек;
- уроженцы Ровенской области, удостоенные звания Героя Социалистического Труда в других регионах СССР, — 6 человек;
- Герои Социалистического Труда, прибывшие на постоянное проживание в Ровенскую область, — 2 человека.

Вторая и третья части списка могут быть неполными из-за отсутствия данных о месте рождения и проживания ряда Героев.
В таблицах отображены фамилия, имя и отчество Героев, должность и место работы на момент присвоения звания, дата Указа Президиума Верховного Совета СССР, отрасль народного хозяйства, место рождения/проживания, а также ссылка на биографическую статью на сайте «Герои страны». Формат таблиц предусматривает возможность сортировки по указанным параметрам путём нажатия на стрелку в нужной графе.

## История
Впервые звание Героя Социалистического Труда в Ровенской области было присвоено Указом Президиума Верховного Совета СССР 28 апреля 1951 года А. А. Васильчук за получение высокого урожая сахарной свёклы.
Подавляющее большинство Героев Социалистического Труда в Ровенской области приходится на работников сельского хозяйства — 34 человека; лёгкая промышленность, промышленность стройматериалов, образование — по 1.

## Лица, удостоенные звания Героя Социалистического Труда в Ровенской области
| № | Фамилия, имя, отчество        | Даты жизни              | Деятельность                                                               | Дата присвоения       | Отрасль | Место рождения       | ГС       |
| - | ----------------------------- | ----------------------- | -------------------------------------------------------------------------- | --------------------- | ------- | -------------------- | -------- |
| 1 | Воловиков Пётр Митрофанович   | 31.10.1918 — 14.03.1996 | Председатель колхоза имени Жданова Гощанского района Ровенской области     | 26.02.1958 17.08.1988 | сельхоз | *Гомельская область  | [ ГС 1 ] |
| 2 | Плютинский Владимир Антонович | 04.05.1927 — 14.09.2009 | Председатель колхоза «Заря коммунизма» Ровенского района Ровенской области | 08.04.1971 08.05.1986 | сельхоз | *Хмельницкая область | [ ГС 2 ] |

| №  | Фамилия, имя, отчество            | Даты жизни              | Деятельность | Дата присвоения | Отрасль            | Место рождения            | ГС        |
| -- | --------------------------------- | ----------------------- | --- | --------------- | ------------------ | ------------------------- | --------- |
| 1  | Аврамишин Корней Семёнович        | род. 16.09.1929         | Машинист льноперерабатывающего агрегата ТЛ-40 Дубровицкой МТС Ровенской области | 26.02.1958      | сельхоз            | *Днепропетровская область | [ ГС 3 ]  |
| 2  | Бойко Тихон Федотович             | 22.06.1915 — 21.07.1980 | Председатель колхоза «Перемога» Ровенского района Ровенской области | 26.02.1958      | сельхоз            | *Киевская область         | [ ГС 4 ]  |
| 3  | Бондарева Милентина Станиславовна | род. 01.08.1934         | Ткачиха Ровенского льнокомбината имени Комсомола Украины Министерства лёгкой промышленности Украинской ССР | 05.04.1971      | легпром            | *Хмельницкая область      |           |
| 4  | Бондарчук Меланья Саввовна        | 1912 — ????             | Звеньевая колхоза имени Кирова Вербского района Ровенской области | 26.02.1958      | сельхоз            | Дубенский район           | [ ГС 5 ]  |
| 5  | Васильчук Анастасия Адамовна      | 1890 — ????             | Звеньевая колхоза «Перемога» Ровенского района Ровенской области | 28.04.1951      | сельхоз            |                           |           |
| 6  | Гладчук Антонина Фёдоровна        | 05.03.1933 — 08.10.1993 | Звеньевая колхоза «Ленинский шлях» Млиновского района Ровенской области | 31.12.1965      | сельхоз            |                           | [ ГС 6 ]  |
| 7  | Годлевская Мария Матвеевна        | 1923 — ????             | Звеньевая колхоза имени Дзержинского Ровенского района Ровенской области | 27.05.1952      | сельхоз            | *Польша                   | [ ГС 7 ]  |
| 8  | Головерса Евгений Лукич           | род. 1933               | Машинист вращающихся печей Здолбуновского цементно-шиферного комбината имени 50-летия Великой Октябрьской социалистической революции Министерства промышленности строительных материалов Украинской ССР, Ровенская область | 07.05.1971      | промстройматериалы | *Польша                   |           |
| 9  | Голуб Ольга Ивановна              | 20.09.1927 — ????       | Свинарка колхоза имени Дзержинского Ровенского района Ровенской области | 10.06.1954      | сельхоз            |                           |           |
| 10 | Гордейчук Ефросиния Касьяновна    | 1912 — ????             | Свинарка колхоза имени Дзержинского Ровенского района Ровенской области | 10.06.1954      | сельхоз            | Ровненский район          | [ ГС 8 ]  |
| 11 | Гребень Владимир Петрович         | род. 01.08.1933         | Машинист льноперерабатывающего агрегата колхоза имени Шевченко Владимирецкого района Ровенской области | 30.04.1966      | сельхоз            |                           |           |
| 12 | Данильчук Стахим Сазонович        | 28.10.1909 — ????       | Председатель колхоза имени Кирова Вербского района Ровенской области | 26.02.1958      | сельхоз            | *Хмельницкая область      | [ ГС 9 ]  |
| 13 | Данилюк Алексей Моисеевич         | 24.04.1934 — 05.01.1994 | Бригадир тракторной бригады колхоза имени Жданова Гощанского района Ровенской области | 08.12.1973      | сельхоз            | Гощанский район           | [ ГС 10 ] |
| 14 | Даценко Марцелина Казимировна     | 1912 — ????             | Свинарка колхоза имени Дзержинского Ровенского района Ровенской области | 10.06.1954      | сельхоз            | *Житомирская область      |           |
| 15 | Занозовский Александр Давыдович   | род. 25.03.1932         | Комбайнёр колхоза имени XXI съезда КПСС Сарненского района Ровенской области | 23.06.1966      | сельхоз            |                           |           |
| 16 | Зинчук Николай Филиппович         | 11.04.1928 — 28.08.2014 | Директор элитно-семеноводческого совхоза имени XXV съезда КПСС Гощанского района Ровенской области | 05.12.1985      | сельхоз            | *Польша                   | [ ГС 11 ] |
| 17 | Иващук Ананий Таламонович         | 07.11.1927 — ????       | Бригадир колхоза «Ленинськый шлях» Червоноармейского района Ровенской области | 22.12.1977      | сельхоз            |                           |           |
| 18 | Кондратюк Александра Филипповна   | 08.03.1934 — 04.02.2022 | Доярка колхоза «Украина» Млиновского района Ровенской области | 06.09.1973      | сельхоз            | *Херсонская область       | [ ГС 12 ] |
| 19 | Леус Екатерина Ивановна           | 1926 — ????             | Доярка колхоза «40-риччя Жовтня» Млиновского района Ровенской области | 22.03.1966      | сельхоз            | Млиновский район          | [ ГС 13 ] |
| 20 | Лотоцкий Борис Филиппович         | 1927 — ????             | Председатель колхоза «Украина» Млиновского района Ровенской области | 22.12.1977      | сельхоз            |                           |           |
| 21 | Малашкевич Елена Петровна         | род. 1937               | Трактористка колхоза «Заря коммунизма» Ровенского района Ровенской области | 24.12.1976      | сельхоз            |                           |           |
| 22 | Мисиюк Владимир Иванович          | род. 1937               | Председатель колхоза имени Ленина Ровенского района Ровенской области | 07.08.1991      | сельхоз            |                           |           |
| 23 | Мисюкевич Марина Даниловна        | 05.06.1932 — 28.09.2010 | Звеньевая колхоза «Украина» Рокитновского района Ровенской области | 08.04.1971      | сельхоз            | Рокитновский район        | [ ГС 14 ] |
| 24 | Нестеренко Анна Дмитриевна        | 17.12.1924 — 11.09.2014 | Директор Вербской средней школы-интерната, Дубенский район Ровенской области | 07.03.1960      | образование        | *Полтавская область       | [ ГС 15 ] |
| 25 | Новак Иван Платонович             | род. 01.10.1934         | Звеньевой механизированного звена колхоза имени Кирова Острожского района Ровенской области | 08.04.1971      | сельхоз            | Острожский район          | [ ГС 16 ] |
| 26 | Олиевский Андрей Сергеевич        | род. 01.12.1928         | Бригадир колхоза «Маяк» Червоноармейского района Ровенской области | 15.12.1972      | сельхоз            |                           |           |
| 27 | Осокор Сергей Васильевич          | 1895 — ????             | Председатель колхоза имени XVIII партконференции Сарненского района Ровенской области | 26.02.1958      | сельхоз            | *Донецкая область         | [ ГС 17 ] |
| 28 | Осташевский Владимир Степанович   | род. 03.01.1928         | Бригадир колхоза имени Кирова Дубновского района Ровенской области | 23.06.1966      | сельхоз            | *Черкасская область       |           |
| 29 | Пантелеев Георгий Пименович       | 17.09.1918 — ????       | Председатель колхоза имени Ленина Ровенского района Ровенской области | 22.03.1966      | сельхоз            | *Калужская область        | [ ГС 18 ] |
| 30 | Пастущик Екатерина Павловна       | 13.01.1917 — ????       | Звеньевая колхоза имени Дзержинского Ровенского района Ровенской области | 27.05.1952      | сельхоз            | Ровненский район          | [ ГС 19 ] |
| 31 | Прядко Клавдия Васильевна         | 1914 — ????             | Звеньевая колхоза имени Дзержинского Ровенского района Ровенской области | 27.05.1952      | сельхоз            | *Гомельская область       | [ ГС 20 ] |
| 32 | Совко Христина Марковна           | 1916 — ????             | Звеньевая колхоза имени Дзержинского Ровенского района Ровенской области | 27.05.1952      | сельхоз            | Ровненская область        | [ ГС 21 ] |
| 33 | Солтыс Николай Фёдорович          | род. 06.12.1931         | Комбайнёр колхоза «Украина» Здолбуновского района Ровенской области | 23.06.1966      | сельхоз            |                           |           |
| 34 | Таланина Мария Петровна           | 1914 — ????             | Свинарка колхоза имени Будённого Ровенского района Ровенской области | 13.10.1953      | сельхоз            | *Сумская область          |           |
| 35 | Тымко Анна Ивановна               | 01.01.1911 — ????       | Звеньевая колхоза имени Дзержинского Ровенского района Ровенской области | 27.05.1952      | сельхоз            | *Словакия                 | [ ГС 22 ] |
| 36 | Тышковец Акулина Алексеевна       | 01.05.1919 — 18.01.1987 | Звеньевая колхоза «Жовтень» Владимирецкого района Ровенской области | 30.04.1966      | сельхоз            | Владимирецкий район       | [ ГС 23 ] |
| 37 | Шах Зинаида Савельевна            | 27.02.1905 — 17.02.1991 | Звеньевая колхоза имени РККА Мизочского района Ровенской области | 28.08.1953      | сельхоз            | Здолбуновский район       | [ ГС 24 ] |

## Уроженцы Ровенской области, удостоенные звания Героя Социалистического Труда в других регионах СССР
| № | Фамилия, имя, отчество        | Даты жизни              | Деятельность | Дата присвоения | Отрасль       | Место рождения     | ГС       |
| - | ----------------------------- | ----------------------- | --- | --------------- | ------------- | ------------------ | -------- |
| 1 | Бакунец Иван Арсентьевич      | 20.01.1928 — 22.07.2014 | Бригадир монтажников Криворожского специализированного управления № 105 треста «Криворожстальконструкция» Министерства монтажных и специальных строительных работ Украинской ССР, Днепропетровская область | 07.05.1971      | строительство | Сарненский район   | [ ГС 1 ] |
| 2 | Корнейчук Дмитрий Емельянович | 08.03.1940 — 30.07.2019 | Бригадир комплексной бригады строительного управления «Талнахстрой» Норильского горно-металлургического комбината имени А. П. Завенягина Министерства цветной металлургии СССР, Красноярский край          | 08.07.1985      | металлургия   | Ровненский район   | [ ГС 2 ] |
| 3 | Малицкий Казимир Антонович    | 20.08.1934 — 18.03.2004 | Дояр колхоза имени Фрунзе Нежинского района Черниговской области | 06.09.1973      | сельхоз       | Заречненский район | [ ГС 3 ] |
| 4 | Радова Евдокия Владимировна   | 14.03.1924 — 1997       | Свинарка племенного завода «Мухинский» Зуевского района Кировской области | 22.03.1966      | сельхоз       |                    | [ ГС 4 ] |
| 5 | Сорочинский Иван Игнатьевич   | 01.10.1931 — 10.05.2001 | Бригадир горнорабочих очистного забоя шахты «Октябрьская» производственного объединения «Воркутауголь» Министерства угольной промышленности СССР, Коми АССР                                                | 29.12.1973      | углепром      | Острожский район   | [ ГС 5 ] |
| 6 | Шкарапа Лидия Андреевна       | род. 26.07.1940         | Доярка Олыкского племзавода Киверцовского района Волынской области | 08.04.1971      | сельхоз       | Ровненский район   | [ ГС 6 ] |

## Герои Социалистического Труда, прибывшие в Ровенскую область на постоянное проживание из других регионов
| № | Фамилия, имя, отчество      | Даты жизни        | Деятельность                                                              | Дата присвоения | Отрасль | Место проживания | ГС       |
| - | --------------------------- | ----------------- | ------------------------------------------------------------------------- | --------------- | ------- | ---------------- | -------- |
| 1 | Олексюк Лаврентий Денисович | 13.06.1918 — ???? | Председатель колхоза «Коммунар» Улановского района Винницкой области      | 28.08.1952      | сельхоз |                  | [ ГС 1 ] |
| 2 | Рыценко Мария Семёновна     | 1926 — ????       | Звеньевая колхоза имени Карла Либкнехта Одесского района Одесской области | 04.07.1949      | сельхоз | Ровно            | [ ГС 2 ] |